# Râul Valea Mărului, Gerului
Râul Valea Mărului, Gerului este un curs de apă, afluent de stânga al râului Gerului. 

## Generalități
Râul Valea Mărului, Gerului nu are afluenți semnificativi.